# Zak Bagans
Zachary Alexander Bagans (Washington D.  C, 5 de abril de 1977), es un investigador paranormal, personalidad de televisión y autor estadounidense. Es el presentador principal de la serie Buscadores de fantasmas.

## Primeros años
Bagans nació el 5 de abril de 1977, en Washington D. C. Se graduó del Glenbard West High School en Glen Ellyn, Illinois, en 1995. Bagans asistió al Motion Picture Institute en Míchigan. Después de su graudación de MPI, se mudó a Las Vegas, aspirando a ser realizador de documentales.  Una vez llegó Las Vegas, encontró trabajo como DJ en bodas. Según Bagans, era escéptico al principio, pero su pasión por investigar lo paranormal fue el resultado de le que él describe como "un encuentro cara a cara con el espíritu de una mujer suicida" en su antiguo apartamento en Trenton, Míchigan.

## Buscadores de fantasmas
En 2004, Bagans se unió a Nick Groff y Aaron Goodwin para producir un documental titulado Buscadores de fantasmas.
Bagans ha sido criticado por algunos entusiastas de lo paranormal por los métodos agresivos que usa durante las investigaciones. En una entrevista en junio de 2009 con la revista Paranormal Underground, él respondió, "No quiero que el público nos perciba como cazafantasmas provocativos y buscapleitos. Sólo lo hacemos con los malos espíritus que sabemos que están atacando a la gente."

## Otro trabajo
En 2011, Bagans presentó el Paranormal Challenge, un spin-off de la serie principal, también protagonizada por el presentador y personalidad paranormal, Dave Schrader. En 2011, Zak Bagans narró y presentó un especial de Travel Channel llamado "Ultimate Travel: Legends of the Park," un programa sobre los Parques nacionales de Estados Unidos y de como están llenos de espíritus.
Bagans coescribió un libro con el autor Kelly Crigger titulado Dark World: Into the Shadows with the Lead Investigator of the Ghost Adventures Crew (Victory Belt, 2011). El 23 de septiembre se 2011, el libro debutó The New York Times Mejor Vendidos como N.º 18.
En 2012, Bagans apareció en dos colaboraciones musicales con Lords of Acid en la canción "Paranormal Energy" y en un álbum titulado Necrofusion junto a Praga Khan. Bagans produjo Paranormal Paparazzi, un programa de telerrealidad que se estrenó el 28 de septiembre de 2012, protagonizado por Aaron Sagers. En marzo de 2014, Bagans anunció un spin-off de la serie principal, Ghost Adventures: Aftershocks, que se estrenó en abril de 2014. Se centra en las vidas de la gente afectada después de que el equipo de investigadores del programa visitara su localización.
El 2 de abril de 2016, Bagans estrenó su nuevo programa, Deadly Possessions en el que figura su museo en Las Vegas, Nevada.

## Filmografía
| Año  | Título                  | Papel    | Notas      |
| ---- | ----------------------- | -------- | ---------- |
| 2004 | Buscadores de fantasmas | Él mismo | Documental |
| 2018 | Demon House             | Él mismo | Documental |

| Año           | Título                               | Papel    | Notas |
| ------------- | ------------------------------------ | -------- | ----- |
| 2008–presente | Buscadores de fantasmas              | Él mismo |       |
| 2011          | Paranormal Challenge                 | Él mismo |       |
| 2012          | Paranormal Paparazzi                 | Él mismo |       |
| 2012          | Nightline                            | Él mismo |       |
| 2014–presente | Ghost Adventures: Extra Pulses       | Él mismo |       |
| 2014–2015     | Ghost Adventures: Aftershocks        | Él mismo |       |
| 2015          | The Late Late Show with James Corden | Él mismo |       |
| 2015          | Today                                | Él mismo |       |
| 2016–presente | Deadly Possessions                   | Él mismo |       |